# Umberto Ortolani
Umberto Ortolani, né le 31 mai 1913 et décédé le 17 janvier 2002 est un entrepreneur italien, membre dirigeant de la loge maçonnique Propaganda Due (P2).

## Biographie
En 1996, au cours du procès à charge de la P2, il est accusé de conspiration politique contre les pouvoirs de l'état. En 1998, la cour de cassation italienne le condamne à 12 ans de prisons pour le krach du Banco Ambrosiano. Ortolani, ne retourne pas en prison pour raisons de santé.